# 攻方実戦初形
| 9  | 8  | 7  | 6  | 5  | 4  | 3  | 2  | 1  |    |
|    |    | 金 | 歩 |    | 桂 |    |    |    | 一 |
|    |    | 飛 |    |    |    | 金 |    |    | 二 |
| 歩 |    | 杏 |    | 銀 |    | 銀 |    |    | 三 |
|    | 歩 | 歩 | 馬 | 歩 |    | 歩 | 歩 | 歩 | 四 |
|    | 王 |    |    | 香 |    |    |    | 桂 | 五 |
|    |    |    |    |    | 歩 |    |    |    | 六 |
| 歩 | 歩 | 歩 | 歩 | 歩 | 歩 | 歩 | 歩 | 歩 | 七 |
|    | 角 |    |    |    |    |    | 飛 |    | 八 |
| 香 | 桂 | 銀 | 金 | 玉 | 金 | 銀 | 桂 | 香 | 九 |

攻方実戦初形（せめがたじっせんしょけい）とは攻方の駒が実戦初期状態で盤上に配置されている詰将棋の総称である。

## 概要
内藤國雄が最初に作成したものが知られている。
内藤は攻方実戦初形を作るにあたって、並んだ9枚の歩と定位置の飛角金銀桂香に5九の玉全ての駒が作意を成立させるために必要な駒としなければならない。内藤は公式対局100局分くらいの時間を集中しなければならないと考えられて徒労に終わる可能性が高く、棋士としては詰将棋作成よりも少しでも対局での勝率を上げる努力をする方が良いと分かっていながら、結局「夢」を追うことになった。
37手目の「8三飛成」を「8一飛成」など、手番が進んで「5七銀」とやった際に「4五玉」と逃げられて詰まないが、この変化において「5九玉」が配置されていないと5五に配置されている香車で玉が取られないために「4六銀」という手番が可能となって早詰が成立する。
この詰将棋のポイントは配置された「7九銀」の消去にある。17手目に指した「9七角」を69手目に「7九角」に移動させるためである。また配置された「6一歩」は37手目の「6三龍」に対して「6四歩」で不詰になるのを二歩で防ぐために置いている。
最終的に73手詰となる作品となった。
この作品は『日本経済新聞』において1998年12月2日に発表され、平成10年度看寿賞特別賞を受賞した。